# Pueblo Viejo, Ocampo
Pueblo Viejo är en ort i Mexiko.   Den ligger i kommunen Ocampo och delstaten Tamaulipas, i den centrala delen av landet, 400 km norr om huvudstaden Mexico City. Pueblo Viejo ligger 401 meter över havet och antalet invånare är 198.
Terrängen runt Pueblo Viejo är kuperad åt nordväst, men åt sydost är den platt. Runt Pueblo Viejo är det glesbefolkat, med 9 invånare per kvadratkilometer. Närmaste större samhälle är Ocampo, 5,7 km sydost om Pueblo Viejo. Omgivningarna runt Pueblo Viejo är en mosaik av jordbruksmark och naturlig växtlighet.